# Generali Ladies Linz 2011
Generali Ladies Linz 2011 — жіночий тенісний турнір, що проходив на закритих кортах з твердим покриттям. Це був 25-й за ліком Linz Open. Належав до категорії International у рамках Туру WTA 2011. Відбувся на TipsArena Linz у Лінці (Австрія). Тривав з 10 до 16 жовтня 2011 року.

## Переможниці та фіналістки

### Одиночний розряд
Петра Квітова —  Домініка Цібулкова, 6–4, 6–1
- Для Квітової це був 5-й турнір за сезон і 6-й - за кар'єру.

### Парний розряд
Марина Еракович /  Олена Весніна —  Юлія Гергес /  Анна-Лена Гренефельд, 7–5, 6–1

## Кваліфікація

### Сіяні учасниці
| Країна     | Гравчиня               | Рейтинг1 | Сіяна |
| ---------- | ---------------------- | -------- | ----- |
| Чехія      | Петра Квітова          | 5        | 1     |
| Німеччина  | Андреа Петкович        | 11       | 2     |
| Сербія     | Єлена Янкович          | 13       | 3     |
| Росія      | Анастасія Павлюченкова | 16       | 4     |
| Німеччина  | Сабіне Лісіцкі         | 17       | 5     |
| Німеччина  | Юлія Гергес            | 19       | 6     |
| Словаччина | Домініка Цібулкова     | 22       | 7     |
| Словаччина | Даніела Гантухова      | 25       | 8     |
| Італія     | Флавія Пеннетта        | 26       | 9     |

- Посів ґрунтується на рейтингові станом на 3 жовтня 2011.

### Інші учасниці
Нижче наведено учасниць, які отримали вайлдкард на участь в основній сітці:
- Єлена Янкович
- Петра Квітова
- Патріція Майр-Ахлайтнер

Нижче наведено гравчинь, які пробились в основну сітку через стадію кваліфікації:
- Сорана Кирстя
- Віталія Дяченко
- Стефані Форец Гакон
- Петра Мартич

Нижче наведено гравчинь, які потрапили в основну сітку як щасливий лузер:
- Енн Кеотавонг
- Євгенія Родіна
- Анастасія Родіонова

### Відмовились від участі
Гравчині, що відмовились від участі:
- Андреа Петкович (травма правого коліна)
- Надія Петрова (розтягнення лівого стегна)
- Хісела Дулко (травма поперекового відділу хребта)